# The Paperboy
The Paperboy és una pel·lícula estatunidenca del 2012 dirigida per Lee Daniels i protagonitzada per Matthew McConaughey, Zac Efron, John Cusack i Nicole Kidman, basada en la novel·la The Paperboy, del 1995, escrita per l'autor Pete Dexter.

## Argument
Un reporter (Matthew McConaughey) i el seu germà petit (Zac Efron) investiguen un assassinat per exculpar un home de l'homicidi del xèrif racista del poble. La història tracta de dos germans: en Ward Jansen (Matthew McConaughey), un periodista del prestigiós diari The Miami Times, i Jack Jansen (Zac Efron), qui acaba d'abandonar els seus estudis universitaris i viu en una petita ciutat al centre de Florida amb el pare, W.W. Jansen (Scott Glenn).
Quan en Ward apareix amb el seu company de feina, Yardley Acheman (David Oyelowo), per investigar una història per al seu diari, en Ward demana al seu germà que els guiï per la ciutat. El motiu que en Yard sigui allà és la Charlotte (Nicole Kidman), una enigmàtica dona solitària que escriu a presos al corredor de la mort, qui els ha convençut que en Hillary Van Wetter (John Cusack), un desagradable caçador de cocodrils, ha estat condemnat erròniament en un judici que va tenir lloc al seu poble.
Segons avança la investigació es descobreix que l'únic element constant en aquest procés és aquesta estranya i maca dona que s'enamora d'assassins, i la seva passió podria ser la perdició de tots, atès que, per alliberar el seu possible amant, no dubtarà a utilitzar tots els recursos de què disposa. D'altra banda, en Jack comença a sentir-se fascinat per la Charlotte, amb qui té fantasies sexuals i intenta demostrar-li que la seva passió per en Hillary és un error. La pel·lícula està plena de seqüències polèmiques com la violació d'en Ward, el famós orgasme sexual de la Charlotte a la presó.

## Repartiment
- Matthew McConaughey
- Zac Efron
- John Cusack
- Nicole Kidman
- Scott Glenn
- David Oyelowo
- Nikolette Noel
- Ned Bellamy
- Macy Gray

## Premis i nominacions

### Nominacions
- 2012: Palma d'Or
- 2013: Globus d'Or a la millor actriu secundària per Nicole Kidman